# Liste des épisodes de Sally la petite sorcière
Cet article présente la liste des épisodes de la série télévisée intitulées Sally la petite sorcière et diffusées de 1989 à 1991.
| N° de production | N° de saison | Titre français                             | Titre original                                                    |
| ---------------- | ------------ | ------------------------------------------ | ----------------------------------------------------------------- |
| 01               | 01           | Bonjour, je m'appelle Sally                | はじめまして あたし 夢 の サリイ です                             |
| 02               | 02           | Polon et le monde des humains              | おしゃまな ポロン の 大 騒動！？                                  |
| 03               | 03           | Disparition de Lou                         | 家で 下 隣 の 太った お 上 様！？                                 |
| 04               | 04           | Le projet de Marina                        | 大好き 5 ねん 3 組!                                               |
| 05               | 05           | L'Amitié menacée                           | Ikanaide! すみれ ちゃん                                           |
| 06               | 06           | Sally et Robin face aux dieux des éléments | ごめんなさい, サリイ おねえちゃん                                 |
| 07               | 07           | Papa au secours !                          | パパ, 助けて!!                                                    |
| 08               | 08           | Ange noir                                  | 黒い 天使 可憐                                                    |
| 09               | 09           | Pitou la baleine                           | 夢見る ピンク の くじら さん                                      |
| 10               | 10           | Petit garçon solitaire                     | 寂し がり 屋 の obocchama                                         |
| 11               | 11           | Pingouin neige                             | サンタ が 街 に やってき た！？                                   |
| 12               | 12           | Le cadeau du père Noël                     | 雪 の 動物園                                                      |
| 13               | 13           | Trésor perdu                               | 失われた 宝物                                                     |
| 14               | 14           | Dispute                                    | Papa to oniichan no dai 原価                                      |
| 15               | 15           | Robin a l'école                            | 株 wa pikapika no ichi nensei!                                    |
| 16               | 16           | Une bague fabuleuse                        | Obasama ないすてきな指輪                                          |
| 17               | 17           | Le premier amour de Polon                  | ポロン の 初恋                                                    |
| 18               | 18           | Le prince et la promesse                   | 落ちて 北 星 の 応じ 様                                           |
| 19               | 19           | Le jardin fleuri                           | お母さん の 花園                                                  |
| 20               | 20           | La petite fille aux chevaux                | コバ 物語。 少女 の 涙 と 小さな 命 の 誕生                       |
| 21               | 21           | Karine                                     | 憎しみのハジマリない jumon または唱えて悪魔ない娘ふたたび ！      |
| 22               | 22           | Le plus beau rêve                          | 少女 の しょうぞう が に 隠された に 銃 年 前 の 秘密             |
| 23               | 23           | L'examen de magie                          | サリイ 和 人間 じゃ ない！！ 魔法 テスト 騒動                     |
| 24               | 24           | Polon au royaume des fleurs                | 花 の 要請 会。 ポロン 和 ヤンチャな お姫様                       |
| 25               | 25           | La malédiction de la sorcière              | に 千 年 の 眠り から 目覚めた 魔女 の 呪い！                     |
| 26               | 26           | Qui sème la terreur dans les bois          | 幽霊？ 吸血鬼？ 夜ごと に 森 が 泣いて いる！                     |
| 27               | 27           | Où est passée la baguette magique de Sally | サリイ の 機器！ 失われた タクト の 魔力！！                      |
| 28               | 28           | Une étoile parmi tant d'autres             | 星 に 願い お！ 夜空 に 舞う 白鳥 の 湖！！                       |
| 29               | 29           | Le fil de la destinée                      | 輝け スピカ！ 今, 愛 の タクト が 添える！！                      |
| 30               | 30           | La métamorphose                            | 奇跡 の 魔力 パわあ！ 人間 に なった 猫！？                       |
| 31               | 31           | Le pull over porte bonheur                 | 株 が 後 主人 様！？ 要請 雀 の 恩返し                            |
| 32               | 32           | La fontaine des rêves                      | 友情 お 信じて！ 夢 の 国 から そＳ 通信！！                      |
| 33               | 33           | Un véritable chef-d’œuvre                  | 要請 から の 贈り物！？ 二十四 時間 の 不思議                     |
| 34               | 34           | Les amours de Patricia                     | 天気 も びっくり よしこ の 初恋 台風ん                            |
| 35               | 35           | L'étoile des Héros                         | 株 和 星 の 応じ 様？ 空 飛ぶ 馬車 の 星 物語                     |
| 36               | 36           | Souvenirs d'été                            | 夏 の 思い出 白い イルカ と 人魚 姫 サリイ                        |
| 37               | 37           | Une petite maladresse                      | 私 お 助けて！ 小さく なった サリイ の 悲鳴                       |
| 38               | 38           | Dabou Dabou au pays des anges              | ダブダブ 和 天使！ 素敵な 既視 （ないと） の 物語！！             |
| 39               | 39           | Initiation au golf                         | 返信 初 体験！ サリイ が ゴルフ の 先生 に                        |
| 41               | 41           | Le prince héritier                         | 麦わら 防止 と 角砂糖？ 大 泥棒 和 宇宙人！                       |
| 42               | 42           | Voyage dans le temps                       | 失った 記憶 お 求めて 魔界 の 応じ （プリンス） 登場！            |
| 43               | 43           | Un match difficile                         | うさぎ が 呉 た に 百年 過去 の 時間 旅行 （タイム トラベル）！！ |
| 44               | 44           | Le couronnement de la reine                | 魔法 に 願い お 込めて！ 涙 と 友情 の 架け橋                     |
| 45               | 45           | La Course de Relais                        | 愛 が ほしい！ 氷 の 国 の 王女 （プリンセス） セレネ の 叫び     |
| 46               | 46           | Les couleurs de l'automne                  | 夢 お 咲かせて！ 海 お 超えた 少女 たち の 近い                   |
| 47               | 47           | Lorsque le rêve devient réalité            | どこ に ある の？ 要請 クレヨン の 小さな 秋                      |
| 48               | 48           | Le pays d'or et le pays d'argent           | 戻って ポロン！ テレビ 和 夢 の おもちゃ 箱                       |
| 49               | 49           | Le cadeau de l'hiver                       | なかないで 株！ 金 と 銀 の 国 から そＳ                          |
| 50               | 50           | Parlez-moi d'amour                         | イベ得る 和 冬 の まごころ 朝日 に 輝く 雪 の 結晶                |
| 51               | 51           | Un étrange voleur                          | 恋 の ロマンス！ 魔法 辞典 で 未来 お 変えて                      |
| 52               | 52           | Le retour de la planète Olga               | 月夜 に シルエット！ 女 回答 サリイ が 走る                       |